# 马修·博林
马修·博林（英語：Matthew Boling，2000年6月20日—），美国男子田径运动员，主攻短跑和跳远，2018年世界20岁以下锦标赛男子4×400米接力银牌得主、2023年世界锦标赛混合4×400米接力金牌得主。